# ASUS Tinker Board
ASUS Tinker Board è un mini PC dell'ASUS lanciato all'inizio del 2017 per fare concorrenza al Raspberry Pi. 
Sebbene il costo sia superiore al mini PC della Raspberry Pi Foundation, il prodotto della ASUS può vantare alcune risorse hardware in più, come l'estensione della Ram e la possibilità di visualizzare video secondo lo standard 4K.

## Storia
Secondo Rob Enderle (capo-analista presso l’Enderle Group), l'ASUS, con il Tinker Board, pone le basi sulla fetta di mercato dei mini PC, che negli ultimi anni si è rivelato in continua crescita e con alti profitti..

## Specifiche
Specifiche fornite dal costruttore della scheda ASUS Tinker Board:
- CPU: Rockchip RK3288 - Quad core 1,8 GHz ARM Cortex-A17
- RAM: 2 GB doppio canale LPDDR3
- Memoria di massa: slot MicroSD con supporto UHS-I
- Uscita video: porta HDMI 2.0 con supporto H.264 4K
- Riproduzione audio: fino a 192 kHz/24 bit
- GPIO: pettine interno da 40 pin con 28 pin GPIO
- Connettività:
  - LAN Gigabit e Bluetooth 4.0 + connettività EDR
  - porta Gigabit Ethernet via PCI, 802.11 b/g/n Wi-Fi
- Porte:
  - jack audio 3,5 mm
  - 4 porte USB 2.0
  - HDMI 2.0 con supporto 4K
  - fotocamera MIPI-CSI
  - MIPI-DSI con supporto HD
- Alimentazione: Micro-USB
- Sistema operativo: Linux-Debian, KODI.